# Pepe Rodríguez (periodista)
Pepe Rodríguez Bonfill (Tortosa, Tarragona, diciembre de 1953 - Barcelona, 6 de abril de 2025) fue un periodista español dedicado a temáticas sectarias y religiosas.

## Dedicación profesional
Su inicio en la actividad periodística se produjo a mediados de los setenta. Posteriormente, trabajó como fotógrafo y articulista. Desde 1974 ha estado especializado en técnicas de persuasión coercitiva y problemática sectaria, campo en el que asesora a diferentes Administraciones y afectados. Es director del EMAAPS (Equipo Multidisciplinar para el Asesoramiento y Asistencia en Problemas Sectarios) desde su constitución en 1991. Ha sido miembro técnico del grupo de trabajo sobre sectas de la Comisión Interministerial para la Juventud (1987). Es conferenciante habitual y profesor de seminarios en diversidad de ámbitos culturales y académicos y miembro del equipo de diversos programas de televisión. Ha colaborado en “No es un día cualquiera” de RNE. Desde 2018 es docente en diferentes ámbitos académicos. 
Autor de estudios sobre religión y sectas, ha sido objeto de críticas por parte de diversas instituciones, y acusado de utilizar fuentes falsas en sus investigaciones. El maestro masón Víctor Guerra, la gran maestra de la Gran Logia Simbólica Española Ascensión Tejerina o el antiguo gran maestre de la Gran Logia de España, José Carretero, lo han acusado de sensacionalismo periodístico y mentiras. El  rabino Gabriel López de Rojas, junto a asociaciones judías de carácter religioso, también lo han acusado de mentiras y antisemitismo, a raíz del último libro de Pepe Rodríguez Los Pésimos Ejemplos de Dios, en el que afirma que los "grandes varones de la Biblia son auténticos delincuentes y paletas".
Falleció el 6 de abril de 2025, en Barcelona.

## Controversia sobre laTaxa Camarae
La controversia se refiere a un supuesto documento del siglo XVI que tendría el nombre Taxa Camarae, referido por este autor para fundar sus críticas a la Iglesia. El propio Pepe Rodríguez se hace eco de esta polémica en su página web justificando la utilización de dicha fuente. Por otro lado, un fundamentado estudio por parte de un equipo de investigadores católicos ha mostrado la existencia de ciertos documentos que, en apariencia, se asemejan al documento presentado por Rodríguez, pero que en substancia versan sobre algo muy distinto a la supuesta "venta del perdón de los pecados". En efecto, dichas taxae, según la terminología de la época, serían listas de precios por la labor de escribanía de documentos pontificios y episcopales (una suerte de salarios para los escribanos de la época) y no precios "por el otorgamiento del perdón de los pecados" o de indulgencias; al contrario, dicha investigación presenta varios documentos pontificios donde los Papas de épocas varias -incluyendo a León X y todo el siglo XVI- tratan de desterrar todo tipo de simonía en la concesión del perdón de los pecados, dispensas e indulgencias; el contexto que brindan estos documentos tomados en conjunto permite conocer el significado histórico de las "listas de precios" más allá de las especulaciones partidistas.

## Libros publicados
- Esclavos de un mesías (sectas y lavado de cerebro). Elfos, Barcelona, 1984.
- Las sectas hoy y aquí. Tibidabo Ediciones, Barcelona, 1985.
- La conspiración Moon. Ediciones B, Barcelona, 1988.
- El poder de las sectas. Ediciones B, Barcelona, 1989.
- Traficantes de esperanzas. Ediciones B, Barcelona, 1991.
- Curanderos, viaje hacia el milagro. Ediciones Temas de Hoy, Madrid, 1992.
- Jóvenes y Sectas: un análisis del fenómeno religioso-sectario en España (coautor). Ministerio de Asuntos Sociales, Madrid, 1992.
- Qué hacemos mal con nuestros hijos (El drama del menor en España). Ediciones B, Barcelona, 1993.
- Pluralismo religioso (Sectas y nuevos movimientos religiosos) (coautor). Ediciones Atenas, Madrid, 1993.
- Tu hijo y las sectas (Guía de prevención y tratamiento para padres, educadores y afectados). Ediciones Temas de Hoy, Madrid, 1994.
- Periodismo de investigación: técnicas y estrategias. Ediciones Paidós, Barcelona, 1994.
- El libro de los decálogos (coautor). Ediciones Temas de Hoy, Madrid, 1994.
- Cuando una sonrisa es una trampa (coautor). Fundación Francisco Ferrer, Barcelona, 1994.
- La vida sexual del clero. Ediciones B, Barcelona, 1995.
- Etnografía (Metodología cualitativa en la investigación sociocultural) (coautor). Ediciones Marcombo, Barcelona, 1995.
- Mentiras fundamentales de la Iglesia católica. Ediciones B, Barcelona, 1997.
- Mitos y ritos de la Navidad. Ediciones B, Barcelona, 1997.
- Dios nació mujer. Ediciones B, Barcelona, 1999.
- Adicción a sectas (Pautas para el análisis, prevención y tratamiento). Ediciones B, Barcelona, 2000.
- Sociología de grupos pequeños: sectas y tribus urbanas (coautor). Consejo General del Poder Judicial, Madrid, 2000.
- Morir es nada (Cómo enfrentarse a la muerte y vivir con plenitud). Ediciones B, Barcelona, 2002.
- Pederastia en la Iglesia católica. Ediciones B, Barcelona, 2002.
- 11-M: Mentira de Estado (Los tres días que acabaron con Aznar). Ediciones B, Barcelona, 2004.
- Masonería al descubierto (Del mito a la realidad 1100-2006). Temas de Hoy, Madrid, 2006.
- Los pésimos ejemplos de Dios (Según la Biblia). Temas de Hoy, Barcelona, 2008.